# الكركي (كوكبة)
كوكبة الكركي أو الرَّهُو اسمها الاتيني: Grus بالعربية كركي نوع من الطيور. هي كوكبة من كوكبات سماء جنوب الكرة الأرضية واحد الأبراج الاثنا عشر التي تصورها بيتروس بلانسيوس من ملاحظات بيتر ديركسون كيسر وفريدريك دي هوتمان.للكوكبة شكل الحرف اللاتيني Y مقلوبا.

## النجوم
النجوم التي تشكل كوكبة الكركي كانت تعتبر في الأصل جزءا من الكوكبة المجاورة (الحوت الجنوبي)، مع غاما الكركي بأعتبارة كجزء من ذيل الحوت .
المع نجوم الكوكبة هو النّيّر نجم شبه عملاق أزرق من النوع B قدرة الظاهري 1.7،ويبعد حوالي 101 سنة ضوئية عن الأرض. في علم الفلك العربي ينتمي النير لكوكبة الحوت الجنوبي
 .وبيتا الكركي عملاق أحمر متغير من النوع M5III.